# Cryptocarya murrayi
Cryptocarya murrayi är en lagerväxtart som beskrevs av Ferdinand von Mueller. Cryptocarya murrayi ingår i släktet Cryptocarya och familjen lagerväxter. Inga underarter finns listade i Catalogue of Life.